# NGC 6118
NGC 6118 is een spiraalvormig sterrenstelsel in het sterrenbeeld Slang. Het hemelobject werd op 14 april 1785 ontdekt door de Britse astronoom William Herschel.

## Synoniemen
- UGC 10350
- MCG 0-42-2
- WG 24.8
- KARA 736
- IRAS16192-0210
- PGC 57924